# Gerhard Hager
Gerhard Hager (n. 26 septembrie 1942, Viena, Germania Nazistă – d. 18 aprilie 2025) a fost un om politic austriac, membru al Parlamentului European în perioada 1999-2004 din partea Austriei.